# AS-203
أي.اس-203 (بالإنجليزية: AS-203)‏ هو إقلاع لصاروخ نوع ساتورن 1ب بدون رواد فضاء ، ويسمى أحيانا أبولو 2 .

## الأهداف
الغرض الأساسي لإطلاق أي.اس-203 هو اختبار تأثير انعدام الجاذبية على الوقود الموجود في خزانات الصاروخ S-IVB حيث أن ذلك الصاروخ هو المختار لكي يقود رواد الفضاء في مسار إلى القمر . وأراد المهندسون معرفة خصائص وقود الهيدروجين السائل في الخزان، هل سيستقر في مكان واحد أو سيعتريه ارتجاج وخلخلة أثناء الطيران . وزود الخزان بمجسات حساسة يبلغ عددها 83 مجس، وعدد 2 كاميرات تصوير حركة الوقود داخل الخزان .
من أجل ذلك فلم يزود الصاروخ بمركبة القيادة والخدمة (Command/service Module (CSM. وكان ذلك هو أول إطلاق لنوع جديد من أجهزة التحكم في الصاروخ نوع ساتورن 1ب خلال مرحلة الإقلاع من كاب كانيفرال من منصة الإقلاع رقم 37B .

## الاستعدادات
وصلت أجزاء الصاروخ عن طريق البحر إلى كاب كانيفرال : وصلت جزء المرحلة الثانية في 6 أبريل 1966 ، ووصلت جزء المرحلة الأولى يوم 12 أبريل، كما وصلت أجهزة الضبط في 14 أبريل . وفي يوم 21 أبريل كان الصاروخ قد ركبت أجزاءه على منصة الإطلاق 37B وأصبح مستعدا . في نفس الوقت كان الصاروخ أي.اس-202 جاهزا على المنصة رقم 34 . وتأخر توريد مركبة الفضاء أبولو المعينة للصاروخ أي.اس-202 . وبما أن الصاروخ أي.اس-203 كان سيقلع بدون مركبة لفضاء، قررت ناسا في ربيع عام 1966 تبديل تتابع انطلاق الصاروخين بحيث يبدأ ألصاروخ أي.اس-203 قبل الصاروخ أي.اس-202.
بالإضافة إلى هذان الصاروخين من نوع ساتورن 1ب المنصوبين على منصتيهما، كان يوجد نموذجا للصاروخ الكبير ساتورن 5 واقفا على منصة مركز كينيدي للفضاء رقم 39-A لإجراء الفحص عليه.

## الإقلاع

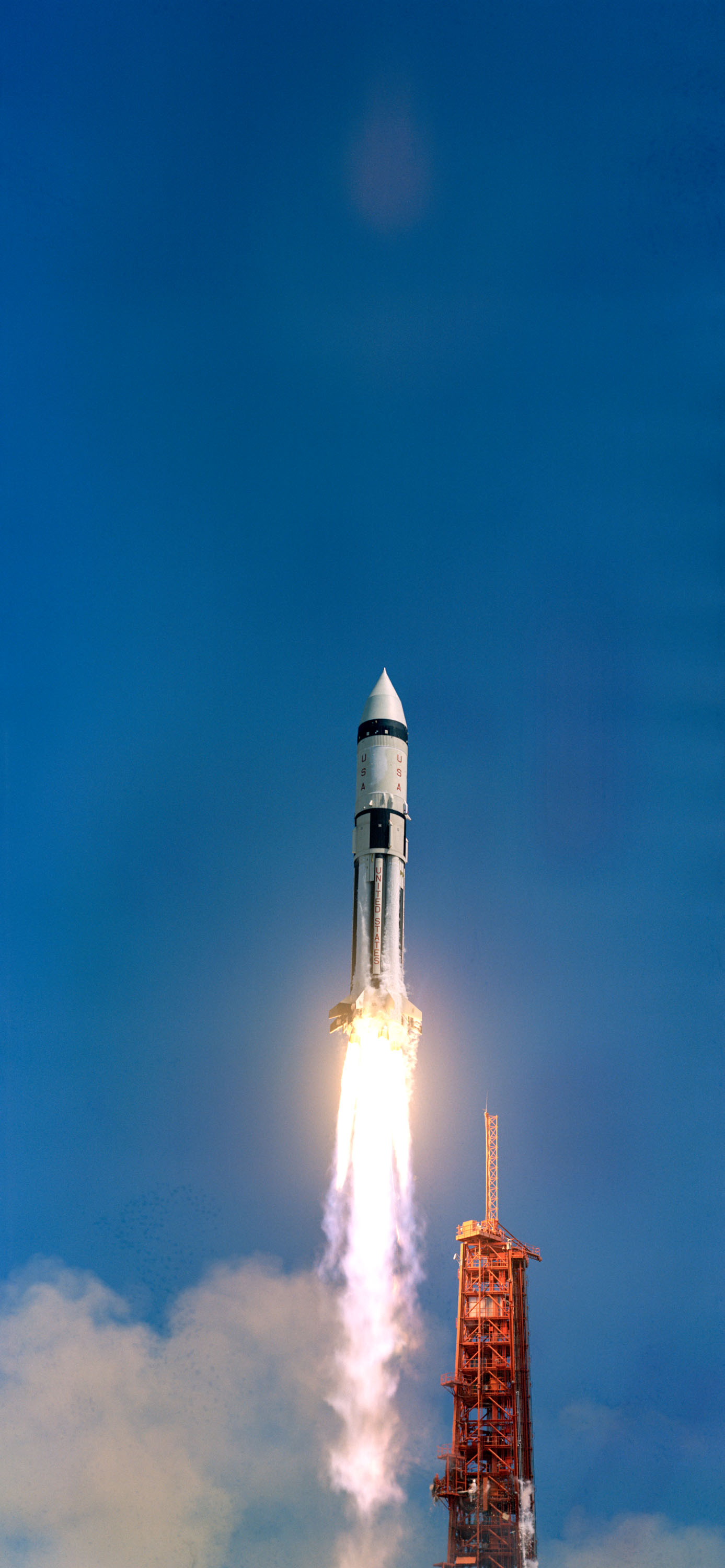
Start von AS-203

توقف العد العكسي لإطلاق أي.اس-203 عدة مرات بسبب عطل أصاب إحدى الكاميراتين الموجودتين في خزان الهيدروجين السائل . وحيث ان استبدالها ليس بالساهل، قررت ناسا الإقلاع واجراء التصوير بالكاميرا السليمة .
مضى الإقلاع بلا صعوبات. وأشعلت المرحلة الأولى لمدة دقيقتين و20 ثانية، ثم المرحلة الثانية لمدة 4 دقائق و50 ثانية وأصبحت الأجهزة لأرض . وكان انطلاق الصاروخ كالمطلوب تماما كما تمت عملية إعادة تشغيل المحركات بعد قفلها بنجاح . وبعد 4 دورات حول الإرض اختبرت قوة تحمل المرحلة الثانية لتحمل الضغوط العالية، وذلك برفع الضغط فيها متعمدا حتى انفجرت . ولم يكن هناك تخطيط لاسترجاع تلك المرحلة .

## اقرأ أيضا
- أبولو 8
- أبولو 10
- أبولو 11
- نيل أرمسترونج
- قائمة بعثات أبولو